# 梁仚定
梁仚定（？—541年），為南北朝時期宕昌國君主之一。
《周書》中記載，宕昌原事北魏恭謹，後來看到北魏分裂成東、西魏，遂有背叛之意。仚定在位期間，於北魏末年、西魏初年屢犯魏境，後為西魏所破，仚定向西魏請罪，被任命其為撫軍將軍。西魏文帝大統四年（538年），被任命為南洮州刺史、要安蕃王。後來洮州改為岷州，仚定仍為刺史。大統七年（541年），仚定又舉兵犯西魏。北魏命將領獨孤信討伐，魏軍未至而仚定已先為部下所殺。
仚定的部眾後來被獨孤信擊敗，仚定弟梁彌定被西魏另立為宕昌王。